# Östermalms-Biografen

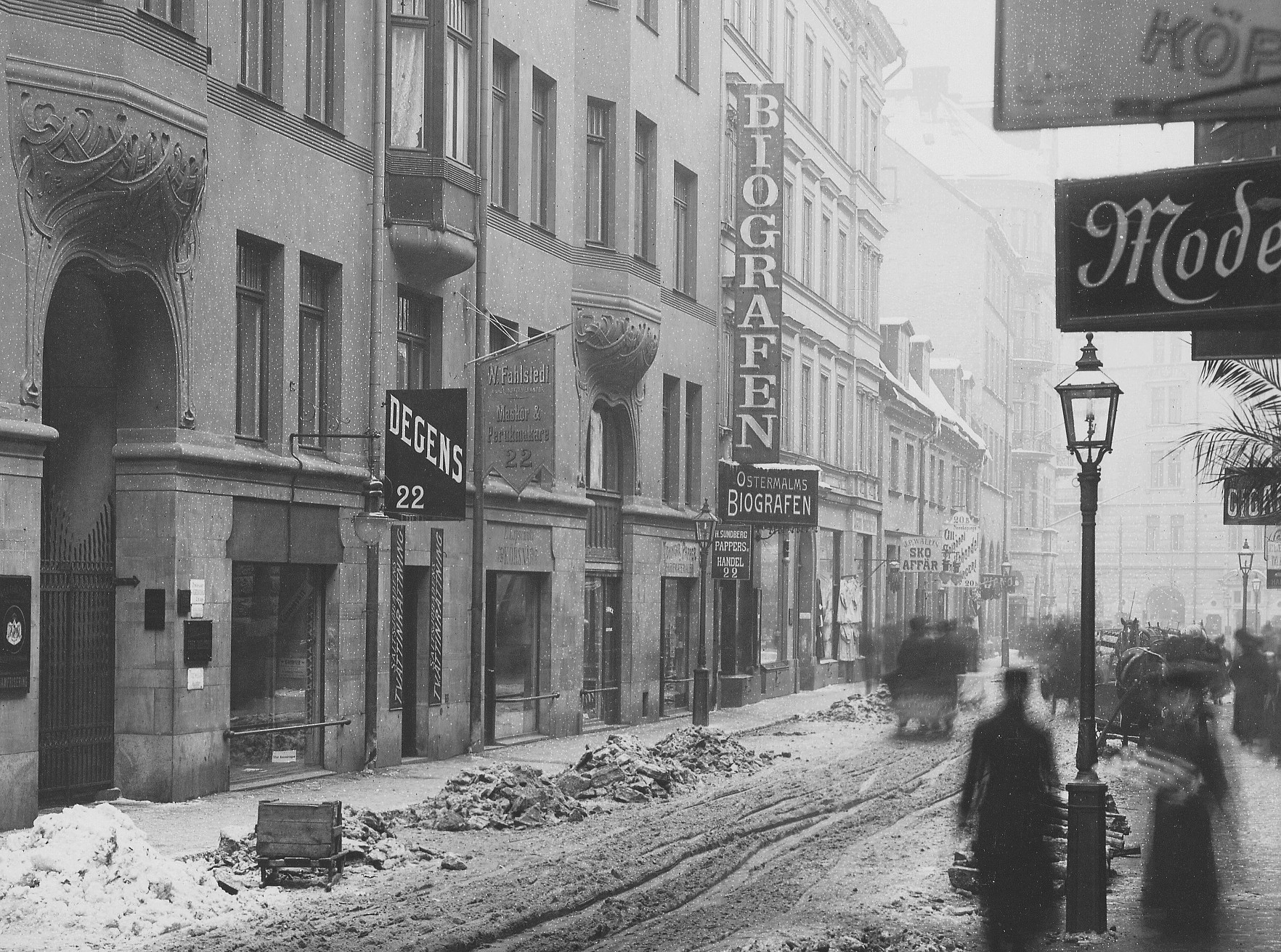
Östermalms-Biografen på 1910-talet.

Östermalms-Biografen var en biograf vid Grev Turegatan 8 (före detta 20C) på Östermalm i Stockholm. Biografen hette även City-Biografen och Grevture-Biografen. Den första filmen visades 1906 och den sista 1928.
Biografsalongen låg under husets bakgård och hade 140 platser. Som brukligt för teaterföreställningar var de främsta platserna även de dyraste, men det ändrades senare och den främsta bänkraden blev billigast och kostade 25 öre. Vid södra kortväggen fanns en liten scen för en fyrmannaorkester som senare utökades till sex man. Orkestern ackompanjerade filmens handling med mer eller mindre dramatisk musik – det var fortfarande stumfilmstider.
År 1918 övertogs Östermalms-Biografen av Karl Hjalmar Lundblad vilken från starten varit maskinist på biografen. Lundblad kom sedermera att bygga upp en större biografkedja i Stockholm kallad Paradenbiograferna. I oktober 1921 ledde en kraftig hyreshöjning till att en ny ägare tillträdde och biografens namn ändrades till City-Biografen. I februari 1923 bytte biografen ännu en gång ägare, som ändrade namnet till Grevture-Biografen. På våren 1928 lades verksamheten ner, då var även stumfilmsepoken över.
Inte långt från Östermalms-Biografen, vid Grev Turegatan 18 (f.d. 24B), fanns ytterligare en biograf: Elite-Biografen, som öppnade 1908 och stängde 1958.